# Ligne 109 du tramway de Melbourne
 (juin 2022).
Si vous disposez d'ouvrages ou d'articles de référence ou si vous connaissez des sites web de qualité traitant du thème abordé ici, merci de compléter l'article en donnant les références utiles à sa vérifiabilité et en les liant à la section « Notes et références ».
La ligne 109 du tramway de Melbourne est une ligne du tramway de Melbourne, un vaste réseau de tramways à Melbourne, dans le Victoria, en Australie. Mise en service le 19 décembre 1993, elle est longue de 19,3 km.